# Ancylotropis insignis
Ancylotropis insignis, vrsta jednogodišnje biljke iz porodice krestuščevki (Polygalaceae). To je južnoamerička vrsta iz sjeveroistočnog Brazila raširena po državama Maranhão, Piauí, Rio Grande do Norte i Bahia

## Sinonimi
- Monnina malmeana Chodat; Bull. Herb. Boissier 3: 540 (1895)